# Forêt refuge du Lac-à-la-Tortue
La forêt refuge du Lac-à-la-Tortue est un écosystème forestier exceptionnel du Québec (Canada) protégeant une chênaie rouge à ostryer de Virginie située non loin de la rivière des Outaouais à Sheenboro.  Cette forêt de 17 hectares a pour but de protéger quatre espèces désignées menacées ou vulnérables au Québec soit l'arabette de Holboell (Arabis Holboelli), le carex à larges feuilles (Carex platyphylla), le chénopode de Fogg (Chenopodium Foggii) et l'utriculaire résupinée (Utricularia rusipunata).